# Hindustani
Hindustani ist eine nordindische Sprache, aus der sich die Standardsprachen Hindi, Urdu und Fidschi-Hindi entwickelt haben. Das Wort hindustānī ist in dieser Sprache ein Femininum, Schreibweisen: हिंदुस्तानी (in Hindi) bzw. ہندوستانی (in Urdu). Die Bezeichnung stammt aus dem Persischen und bedeutet „Indisch“ (eigentlich: „aus dem Indus-Land kommend“).
Hindustani ist eine indoarische Sprache und wurde in weiten Teilen des Nordens und der Mitte des indischen Subkontinents verstanden. Heute versteht man unter Hindustani die in informellen Alltagssituationen gebräuchliche mündliche Ausgleichssprache Nordindiens (und Pakistans), die anders als Hindi und Urdu keinen festen, überregional verbindlichen Regeln folgt. Hindustani ist demnach keine Standardsprache.

## Der Begriff Hindustani
Der Begriff Hindustani hat im Laufe der Jahrhunderte einige Bedeutungsveränderungen erfahren. Hindustani war für die persischsprachigen Eroberer Indiens zunächst ein Überbegriff für die einheimischen Sprachen Nordindiens in Abgrenzung zum Persischen. Als die Regionalsprache Khari Boli, die in und um Delhi das vorherrschende Idiom war, zur Lingua franca für weite Teile des Subkontinents aufstieg, wurde sie unter anderem als Hindustani bezeichnet. Andere Namen für die Sprache waren Hindi, Hindavi, Hindui, Bhakha und Rekhta.
Die Briten, die ab der Mitte des 18. Jahrhunderts gewaltsam die Kontrolle über weite Teile Südasiens übernahmen, verstanden unter Hindustani die überwiegend durch persische und arabische Lehnwörter gespeiste, und im Nastaliq-Stil der arabischen Schrift geschriebene Form der Khari Boli, die wir heute unter dem Namen Urdu kennen.
Erst seit Beginn des 20. Jahrhunderts und durch den Einfluss Mahatma Gandhis versteht man unter Hindustani die „gesunde Mitte“ des Hindi-Urdu-Sprachkontinuums.

## Hindustani als Kompromiss-Varietät
Urdu begann sich als literarische Ausprägung in der Dichtkunst zu einer Zeit durchzusetzen, als Persisch die Sprache der Bildung und Lingua franca der Massen war. Beispiele dafür sind Lieder (siehe Ghasel). Hindustani diente als Ausgleichsvarietät zwischen Hindi, Urdu und anderen eng verwandten indoarischen Sprachen im nordindischen Raum. Dieser Übergangsform lag die gesprochene Sprache rund um Delhi zugrunde, deren Kenntnis durch die Mogulherrschaft über ihren angestammten Bereich hinaus verbreitet war.
Mahatma Gandhi legte Wert auf die Pflege des Hindustani als verbindende Ausgleichssprache. Heute ist es noch die Militärsprache Indiens (meist sogar in lateinischer Schrift geschrieben). Außerdem ist eine flexionslose, pidginartige Varietät in den Großstädten Nordindiens unter dem Namen „Basar Hindustani“ als Verkehrssprache verbreitet.

## Unterschiede zwischen Hindi und Urdu
Hindi und Urdu sind Varietäten derselben Einzelsprache. Ethno-politisch wird der Sprachenzwilling Hindi-Urdu als zwei verschiedene Ausbausprachen angesehen. Der Hauptunterschied ist die Verwendung verschiedener Alphabete. Hindi wird in Devanagari geschrieben, Urdu in arabischer Schrift, und zwar standardmäßig in der Nastaliq-Form dieser Schrift.
Während sich der Wortschatz der Schriftsprache unterscheidet (z. B. Fachwörter und religiöse Bezeichnungen), ist die Grammatik gleich und die Aussprache sehr ähnlich, so dass sich Sprecher im Alltag mühelos verständigen können.